# ميشيل بيل
ميشيل بيل (بالإنجليزية: Michelle Bell)‏ هي مغنية مؤلفة ومنتجة أسطوانات أمريكية، ولدت في القرن العشرين في أوهايو في الولايات المتحدة.